# Pepe (futbolista)
Képler Laverán Lima Ferreira (Maceió, Alagoas, 26 de febrero de 1983), conocido deportivamente como Pepe, es un exfutbolista brasileño nacionalizado portugués que jugaba como defensa. Jugó la mayor parte de su carrera entre el Real Madrid C. F. y el F. C. Porto, su último equipo.
Fue internacional absoluto en 141 ocasiones con la selección portuguesa desde 2007 hasta 2024, con la cual se convirtió en campeón de Europa en 2016. En el momento de su retirada era el tercer jugador con más internacionalidades.

## Trayectoria
Empezó en el Corinthians Alagoano de su ciudad natal, en Brasil, y fue transferido a diversos clubes de segundo nivel en Portugal. Finalmente, consiguió llegar a Portugal con el Marítimo en 2001.

### F. C. Porto

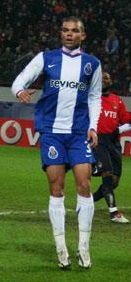
Pepe, en un partido del Porto en 2006.

Pretendido por varios clubes europeos, primero fue al Sporting Club de Portugal y luego acabó fichando por el F. C. Porto en la temporada 2004-05. Después de una fase de adaptación en el club, el cual era entrenado por Co Adriaanse, jugó y se volvió fundamental en el equipo que ganó la Primeira Liga 2005-06.

### Real Madrid C. F.

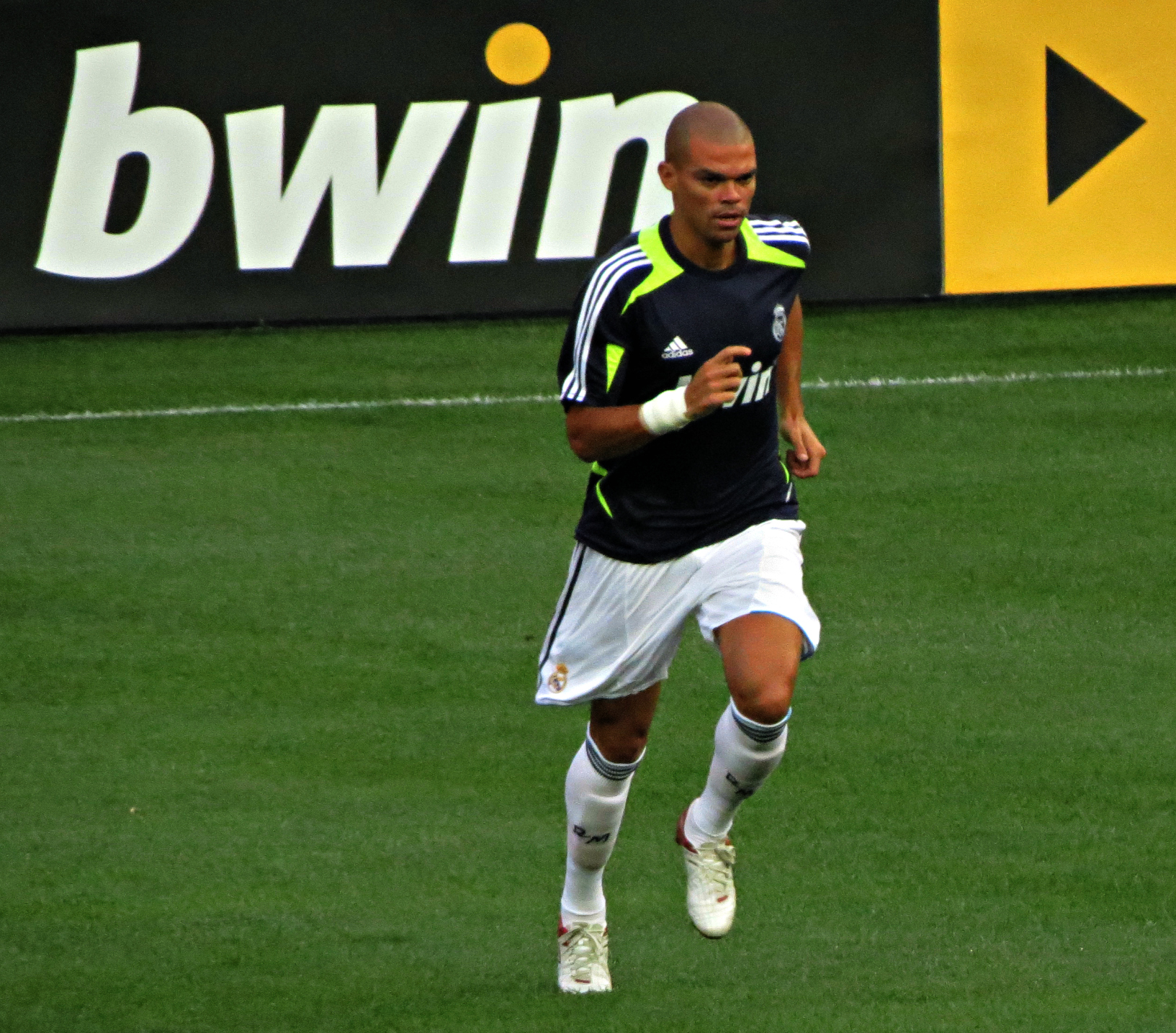
Pepe, durante el calentamiento en un partido de pretemporada en 2012.

En el verano de 2007, el Real Madrid anunció su fichaje en su página web, así como en la del club portugués. Este último indicó en su comunicado que la transferencia de los derechos federativos del jugador habían sido vendidos por la cantidad de 30 millones de euros. El fichaje, siendo caro para tratarse de un defensa, no alcanzó el precio de otros jugadores del Real Madrid como Cristiano Ronaldo, Gareth Bale, Zinedine Zidane, Kaká, Luka Modrić, Hugo Sánchez, Luís Figo, Ronaldo, David Beckham, Arjen Robben, Nicolas Anelka, Asier Illarramendi o Xabi Alonso. En este conjunto, en que siempre prevalecieron sus incorporaciones de ataque (propias de un delantero), se optó por este "defensa central" de mucha potencia y gran disparo de media distancia. Además es un buen cabeceador.
Pepe demostró en general un nivel defensivo muy alto y también es capaz de atacar con eficacia. Entre sus grandes partidos se puede mencionar, por ejemplo, el Barça - Real Madrid de la temporada 2009-10, a pesar de la derrota por 1-0 el diario deportivo AS, le concedió su máxima puntuación.
El 12 de diciembre se lesionó de la rodilla derecha, que anteriormente ya le había acarreado problemas, y se perdió el resto de la temporada, pero pudo recuperarse a tiempo para disputar el Mundial de Sudáfrica 2010 con la selección portuguesa, resultando elegido para el Equipo Ideal de esta importante competición.
En junio de 2017 Pepe confirmó que no renovaría con el Real Madrid y anunció su salida del club blanco después de ganar tres Ligas, dos Copas del Rey, dos Supercopas de España, tres Ligas de Campeones, dos Supercopas de Europa y dos Mundiales de Clubes en diez temporadas completas en el club madrileño.

### Beşiktaş J. K.
El 4 de julio de 2017, con 34 años de edad, firmó por dos temporadas con el Beşiktaş J. K. de la Superliga de Turquía. Su primer gol lo marcaría el 13 de agosto en la victoria 2 por 0 sobre el Antalyaspor Kulübü.
El 17 de diciembre de 2018, el club hizo oficial que había llegado a un acuerdo con el jugador para la rescisión de contrato.

### Regreso al F. C. Porto
El 8 de enero de 2019 se hace oficial su vuelta al F. C. Porto como agente libre. El 4 de noviembre de 2020 el club le renovó hasta 2023.
En la temporada 2023-24 batió varios récords de longevidad en la Liga de Campeones de la UEFA. Superó a Alessandro Costacurta con 40 años y 242 días como jugador más veterano en disputar un partido, a Francesco Totti (con 38 años, 1 mes y 29 días) como el goleador con mayor edad con 40 años y 254 días, y el 21 de febrero de 2024 se convirtió, con 40 años y 360 días, en el jugador con mayor edad en disputar un partido de octavos de final. Esa misma campaña terminó contrato y, en una entrevista, el presidente André Villas-Boas comunicó que se le había ofrecido continuar en el club aunque no como jugador.
El 8 de agosto de 2024 anunció su retirada del fútbol profesional a la edad de 41 años.

## Estilo de juego
Como defensa central, Pepe ha sido considerado entre los mejores del mundo. Su mayor cualidad es su buena colocación en el terreno de juego. También ha demostrado en algunas ocasiones capacidad como anotador, anotando 35 goles en toda su carrera deportiva. Entre sus mejores partidos puede destacarse la final de la Eurocopa 2016, en la que resultó elegido MVP.

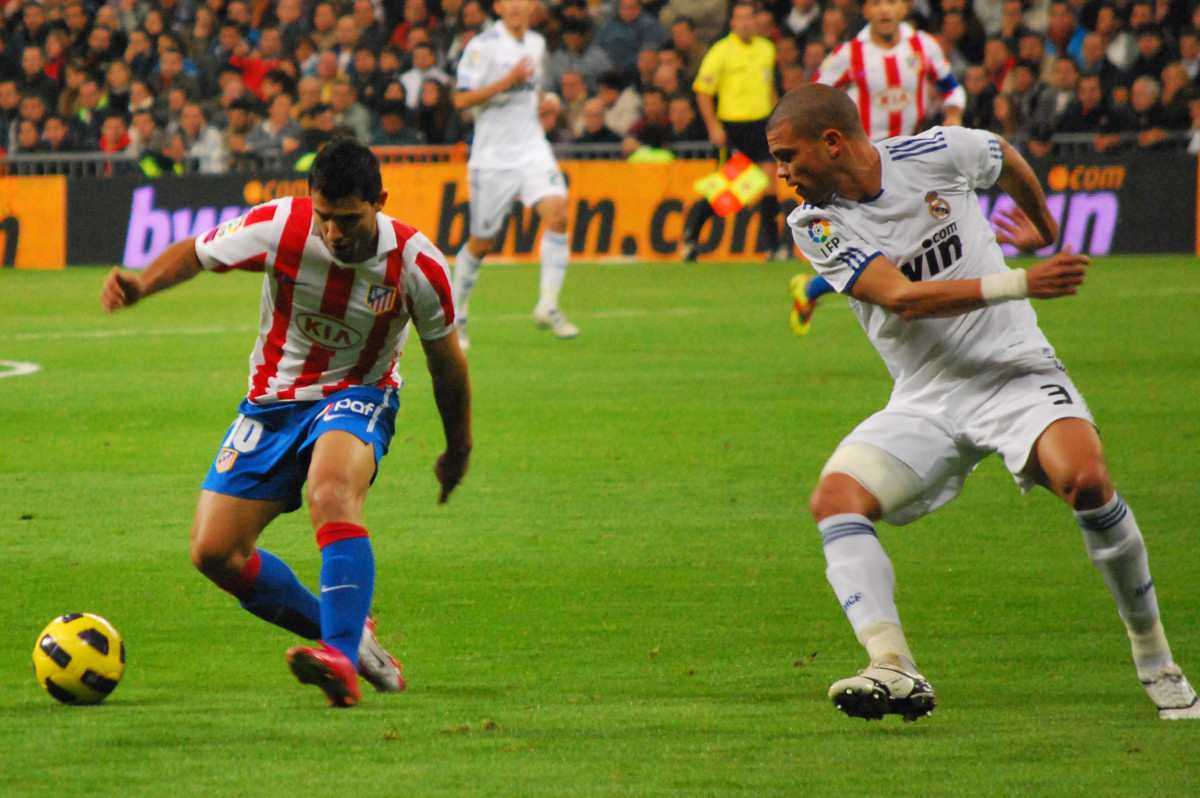
Pepe y Sergio Agüero en 2010.

Pepe fue un defensa con fama de duro. Fue expulsado de muchos partidos, como en el de Real Madrid - Sevilla FC de la Supercopa de España que perdió el Real Madrid 3-5, quedando con 2 defensas. La suspensión por la tarjeta roja la cumpliría en otra eventual Supercopa, por tratarse esta de un torneo distinto a la Liga española de fútbol.
Su expulsión más grave fue el 21 de abril de 2009. Sucedió en el transcurso del partido Real Madrid - Getafe, correspondiente al campeonato de liga. En ese encuentro cometió un penalti y derribó y agredió al jugador Javier Casquero. En el fragor de la discusión que siguió a esa situación, agredió también al uruguayo Juan Ángel Albín con un manotazo en la cara. El Comité de Competición de la Real Federación Española de Fútbol lo sancionó con 10 partidos de suspensión (de los cuales uno fue por la tarjeta roja recibida, otro por insultar al árbitro y cuatro por cada una de las dos agresiones) basándose en el artículo 122 F de los Estatutos Federativos, que establece un castigo de cuatro a doce partidos para situaciones como la de "agredir a otro sin producir lesión, ponderándose como factor determinante del elemento doloso, necesario en esta infracción, la circunstancia de que la acción tenga lugar estando el juego detenido o a distancia tal de donde el mismo se desarrolla que resulte imposible intervenir en un lance de aquel". Afortunadamente ni Casquero ni Albín sufrieron lesiones y pudieron jugar al siguiente partido.
No obstante, esta fama de loco no concuerda con los datos. De acuerdo a la estadística mostrada por la ESPN, entre las temporadas 2009-10 y 2016-17 (última disputada con un club español) ha participado en un total de 331 partidos oficiales entre la selección portuguesa y el Real Madrid, recibiendo solo 4 tarjetas rojas (una cada 171 partidos) y 79 amarillas (una cada 4,2 partidos). Ha recibido más faltas (354) que las que ha cometido (256, bastante menos de una por partido).

## Selección nacional

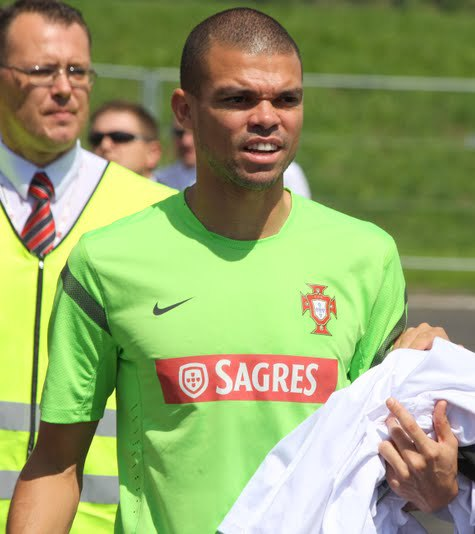
Pepe en un entrenamiento de la Eurocopa 2012.

Tras una primera convocatoria truncada por una inoportuna lesión, el 21 de noviembre de 2007 debutó en partido de competición oficial con la selección portuguesa ante Finlandia.
El 17 de mayo de 2018 el seleccionador Fernando Santos lo incluyó en la lista de 23 para el Mundial. Fue su tercer Mundial con la selección de Portugal. Jugó los 4 partidos de su selección como titular y marcó un gol en los octavos de final, que no sirvió para evitar la derrota por 2 a 1 contra Uruguay y la consiguiente eliminación.
En la Eurocopa 2024, con su participación en el primer partido frente a la República Checa, se convirtió en el jugador más veterano con 41 años y 113 días en disputar un encuentro en una Eurocopa.
Disputó el último partido de su carrera como futbolista profesional con Portugal el 5 de julio de 2024, enfrentando a la selección de Francia en los cuartos de final de la Eurocopa, tras una igualdad sin goles durante los 120 minutos reglamentarios la eliminatoria se definió en la tanda de penaltis donde el conjunto galo se impuso 5-3, un penal errado por João Félix sentenció la eliminación del equipo luso.

### Participaciones en Eurocopas
| Edición       | Sede              | Resultado        | Partidos | Goles |
| ------------- | ----------------- | ---------------- | -------- | ----- |
| Eurocopa 2008 | Austria y Suiza   | Cuartos de final | 4        | 1     |
| Eurocopa 2012 | Polonia y Ucrania | Semifinales      | 5        | 1     |
| Eurocopa 2016 | Francia           | Campeón          | 6        | 0     |
| Eurocopa 2020 | Europa            | Octavos de final | 4        | 0     |
| Eurocopa 2024 | Alemania          | Cuartos de final | 4        | 0     |

### Participaciones en Copas del Mundo
| Edición           | Sede      | Resultado        | Partidos | Goles |
| ----------------- | --------- | ---------------- | -------- | ----- |
| Copa Mundial 2010 | Sudáfrica | Octavos de final | 2        | 0     |
| Copa Mundial 2014 | Brasil    | Fase de grupos   | 2        | 0     |
| Copa Mundial 2018 | Rusia     | Octavos de final | 4        | 1     |
| Copa Mundial 2022 | Catar     | Cuartos de final | 4        | 1     |

## Estadísticas

### Clubes
Actualizado al último partido disputado en su carrera.
| Club                        | Div.          | Temporada     | Liga  | Liga  | Copas nacionales | Copas nacionales | Copas internacionales | Copas internacionales | Total | Total | Media goleadora |
| Club                        | Div.          | Temporada     | Part. | Goles | Part.            | Goles            | Part.                 | Goles                 | Part. | Goles | Media goleadora |
| --------------------------- | ------------- | ------------- | ----- | ----- | ---------------- | ---------------- | --------------------- | --------------------- | ----- | ----- | --------------- |
| C. S. Marítimo "B" Portugal | 3.ª           | 2001-02       | 11    | 1     | ―                | ―                | ―                     | ―                     | 11    | 1     | 0.09            |
| C. S. Marítimo Portugal     | 1.ª           | 2001-02       | 4     | 0     | 0                | 0                | ―                     | ―                     | 4     | 0     | 0               |
| C. S. Marítimo "B" Portugal | 3.ª           | 2002-03       | 3     | 0     | ―                | ―                | ―                     | ―                     | 3     | 0     | 0               |
| C. S. Marítimo "B" Portugal | Total club    | Total club    | 14    | 1     | 0                | 0                | 0                     | 0                     | 14    | 1     | 0.07            |
| C. S. Marítimo Portugal     | 1.ª           | 2002-03       | 29    | 2     | 0                | 0                | ―                     | ―                     | 29    | 2     | 0.07            |
| C. S. Marítimo Portugal     | 1.ª           | 2003-04       | 30    | 1     | 1                | 0                | ―                     | ―                     | 31    | 1     | 0.03            |
| C. S. Marítimo Portugal     | Total club    | Total club    | 63    | 3     | 1                | 0                | 0                     | 0                     | 64    | 3     | 0.05            |
| F. C. Porto Portugal        | 1.ª           | 2004-05       | 15    | 1     | 1                | 0                | 6                     | 0                     | 22    | 1     | 0.05            |
| F. C. Porto Portugal        | 1.ª           | 2005-06       | 24    | 1     | 4                | 0                | 5                     | 2                     | 33    | 3     | 0.09            |
| F. C. Porto Portugal        | 1.ª           | 2006-07       | 25    | 4     | 1                | 0                | 8                     | 0                     | 34    | 4     | 0.12            |
| Real Madrid C. F. · España  | 1.ª           | 2007-08       | 19    | 0     | 3                | 0                | 3                     | 0                     | 25    | 0     | 0               |
| Real Madrid C. F. · España  | 1.ª           | 2008-09       | 26    | 0     | 1                | 0                | 5                     | 0                     | 32    | 0     | 0               |
| Real Madrid C. F. · España  | 1.ª           | 2009-10       | 10    | 1     | 1                | 0                | 6                     | 0                     | 17    | 1     | 0.06            |
| Real Madrid C. F. · España  | 1.ª           | 2010-11       | 26    | 1     | 4                | 0                | 8                     | 0                     | 38    | 1     | 0.03            |
| Real Madrid C. F. · España  | 1.ª           | 2011-12       | 29    | 1     | 7                | 0                | 9                     | 0                     | 45    | 1     | 0.02            |
| Real Madrid C. F. · España  | 1.ª           | 2012-13       | 28    | 1     | 3                | 0                | 11                    | 1                     | 42    | 2     | 0.05            |
| Real Madrid C. F. · España  | 1.ª           | 2013-14       | 30    | 4     | 7                | 1                | 11                    | 0                     | 48    | 5     | 0.1             |
| Real Madrid C. F. · España  | 1.ª           | 2014-15       | 27    | 2     | 2                | 0                | 9                     | 0                     | 38    | 2     | 0.05            |
| Real Madrid C. F. · España  | 1.ª           | 2015-16       | 21    | 1     | 1                | 0                | 9                     | 0                     | 31    | 1     | 0.03            |
| Real Madrid C. F. · España  | 1.ª           | 2016-17       | 13    | 2     | 2                | 0                | 3                     | 0                     | 18    | 2     | 0.11            |
| Real Madrid C. F. · España  | Total club    | Total club    | 229   | 13    | 31               | 1                | 74                    | 1                     | 334   | 15    | 0.04            |
| Beşiktaş J. K. Turquía      | 1.ª           | 2017-18       | 23    | 2     | 6                | 0                | 6                     | 0                     | 35    | 2     | 0.06            |
| Beşiktaş J. K. Turquía      | 1.ª           | 2018-19       | 10    | 3     | ―                | ―                | 7                     | 2                     | 17    | 5     | 0.29            |
| Beşiktaş J. K. Turquía      | Total club    | Total club    | 33    | 5     | 6                | 0                | 13                    | 2                     | 52    | 7     | 0.13            |
| F. C. Porto Portugal        | 1.ª           | 2018-19       | 13    | 2     | 5                | 0                | 3                     | 0                     | 21    | 2     | 0.1             |
| F. C. Porto Portugal        | 1.ª           | 2019-20       | 25    | 1     | 3                | 0                | 9                     | 0                     | 37    | 1     | 0.03            |
| F. C. Porto Portugal        | 1.ª           | 2020-21       | 27    | 2     | 7                | 0                | 6                     | 0                     | 40    | 2     | 0.05            |
| F. C. Porto Portugal        | 1.ª           | 2021-22       | 21    | 1     | 3                | 0                | 9                     | 0                     | 33    | 1     | 0.03            |
| F. C. Porto Portugal        | 1.ª           | 2022-23       | 24    | 0     | 8                | 0                | 4                     | 0                     | 36    | 0     | 0               |
| F. C. Porto Portugal        | 1.ª           | 2023-24       | 22    | 1     | 5                | 0                | 7                     | 2                     | 34    | 3     | 0.09            |
| F. C. Porto Portugal        | Total club    | Total club    | 196   | 13    | 37               | 0                | 57                    | 4                     | 290   | 17    | 0.06            |
| Total carrera               | Total carrera | Total carrera | 535   | 35    | 75               | 1                | 144                   | 7                     | 754   | 43    | 0.06            |
| 1. 2. 3.                    |               |               |       |       |                  |                  |                       |                       |       |       |                 |

### Selección
Actualizado al último partido jugado el 14 de octubre de 2020.
| Selección | Temporada | Amistosos | Amistosos | Amistosos | Clasificación | Clasificación | Clasificación | Eurocopa | Eurocopa | Eurocopa | Mundial | Mundial | Mundial | Total | Total | Total  |
| Selección | Temporada | Part.     | Goles     | Asist.    | Part.         | Goles         | Asist.        | Part.    | Goles    | Asist.   | Part.   | Goles   | Asist.  | Part. | Goles | Asist. |
| --------- | --------- | --------- | --------- | --------- | ------------- | ------------- | ------------- | -------- | -------- | -------- | ------- | ------- | ------- | ----- | ----- | ------ |
| Portugal  | 2007      | 0         | 0         | 0         | 1             | 0             | 0             | -        | -        | -        | -       | -       | -       | 1     | 0     | 0      |
| Portugal  | 2008      | 4         | 0         | 0         | 4             | 0             | 0             | 4        | 1        | 0        | -       | -       | -       | 12    | 1     | 0      |
| Portugal  | 2009      | 4         | 0         | 0         | 7             | 1             | 0             | -        | -        | -        | -       | -       | -       | 11    | 1     | 0      |
| Portugal  | 2010      | 2         | 0         | 1         | 2             | 0             | 0             | -        | -        | -        | 2       | 0       | 0       | 6     | 0     | 1      |
| Portugal  | 2011      | 3         | 0         | 0         | 4             | 0             | 0             | -        | -        | -        | -       | -       | -       | 7     | 0     | 0      |
| Portugal  | 2012      | 3         | 0         | 0         | 4             | 0             | 0             | 5        | 1        | 0        | -       | -       | -       | 12    | 1     | 0      |
| Portugal  | 2013      | 2         | 0         | 0         | 6             | 0             | 1             | -        | -        | -        | -       | -       | -       | 8     | 0     | 1      |
| Portugal  | 2014      | 3         | 0         | 0         | 3             | 0             | 0             | -        | -        | -        | 2       | 0       | 0       | 8     | 0     | 0      |
| Portugal  | 2015      | 2         | 0         | 0         | 1             | 0             | 0             | -        | -        | -        | -       | -       | -       | 3     | 0     | 0      |
| Portugal  | 2016      | 4         | 1         | 0         | 3             | 0             | 0             | 6        | 0        | 0        | -       | -       | -       | 13    | 1     | 0      |
| Portugal  | 2017      | 2         | 0         | 0         | 5             | 0             | 0             | -        | -        | -        | 4       | 1       | 0       | 11    | 1     | 0      |
| Portugal  | 2018      | 4         | 1         | 0         | 3             | 0             | 0             | -        | -        | -        | 4       | 1       | 0       | 11    | 2     | 0      |
| Portugal  | 2019      | 0         | 0         | 0         | 5             | 0             | 0             | -        | -        | -        | -       | -       | -       | 5     | 0     | 0      |
| Portugal  | 2020      | 1         | 0         | 0         | 4             | 0             | 1             | -        | -        | -        | -       | -       | -       | 5     | 0     | 1      |
| Total     | Total     | 34        | 2         | 1         | 52            | 1             | 2             | 15       | 2        | 0        | 12      | 2       | 0       | 113   | 7     | 4      |

## Palmarés

### Campeonatos nacionales
| Título                      | Club              | País     | Año  |
| --------------------------- | ----------------- | -------- | ---- |
| Supercopa de Portugal       | F. C. Porto       | Portugal | 2004 |
| Primeira Liga               | F. C. Porto       | Portugal | 2006 |
| Copa de Portugal            | F. C. Porto       | Portugal | 2006 |
| Supercopa de Portugal       | F. C. Porto       | Portugal | 2006 |
| Primeira Liga               | F. C. Porto       | Portugal | 2007 |
| Liga de España              | Real Madrid C. F. | España   | 2008 |
| Supercopa de España         | Real Madrid C. F. | España   | 2008 |
| Copa del Rey                | Real Madrid C. F. | España   | 2011 |
| Liga de España              | Real Madrid C. F. | España   | 2012 |
| Supercopa de España         | Real Madrid C. F. | España   | 2012 |
| Copa del Rey                | Real Madrid C. F. | España   | 2014 |
| Liga de España              | Real Madrid C. F. | España   | 2017 |
| Primeira Liga               | F. C. Porto       | Portugal | 2020 |
| Copa de Portugal            | F. C. Porto       | Portugal | 2020 |
| Supercopa de Portugal       | F. C. Porto       | Portugal | 2020 |
| Primeira Liga               | F. C. Porto       | Portugal | 2022 |
| Copa de Portugal            | F. C. Porto       | Portugal | 2022 |
| Supercopa de Portugal       | F. C. Porto       | Portugal | 2022 |
| Copa de la Liga de Portugal | F. C. Porto       | Portugal | 2023 |
| Copa de Portugal            | F. C. Porto       | Portugal | 2023 |
| Copa de Portugal            | F. C. Porto       | Portugal | 2024 |

### Campeonatos internacionales
| Título                       | Club (*)              | Sede      | Año  |
| ---------------------------- | --------------------- | --------- | ---- |
| Copa Intercontinental        | F. C. Porto           | Yokohama  | 2004 |
| Liga de Campeones de la UEFA | Real Madrid C. F.     | Lisboa    | 2014 |
| Supercopa de Europa          | Real Madrid C. F.     | Cardiff   | 2014 |
| Copa Mundial de Clubes       | Real Madrid C. F.     | Marruecos | 2014 |
| Liga de Campeones de la UEFA | Real Madrid C. F.     | Milán     | 2016 |
| Eurocopa                     | Selección de Portugal | Francia   | 2016 |
| Supercopa de Europa          | Real Madrid C. F.     | Trondheim | 2016 |
| Copa Mundial de Clubes       | Real Madrid C. F.     | Japón     | 2016 |
| Liga de Campeones de la UEFA | Real Madrid C. F.     | Cardiff   | 2017 |
| Liga de Naciones de la UEFA  | Selección de Portugal | Portugal  | 2019 |

(*) Incluyendo la selección.